# Djava (municipalité)
Ne doit pas être confondu avec Java.
Pour les articles homonymes, voir Java.
La municipalité de Djava, (en géorgien : ჯავის მუნიციპალიტეტი, phonétiquement : djavis mounitsipalitéti), est un district de la région de Kartlie intérieure, en Géorgie, ayant fait sécession en 2008 sous la dénomination de district de Dzau de la République d'Ossétie du Sud.  

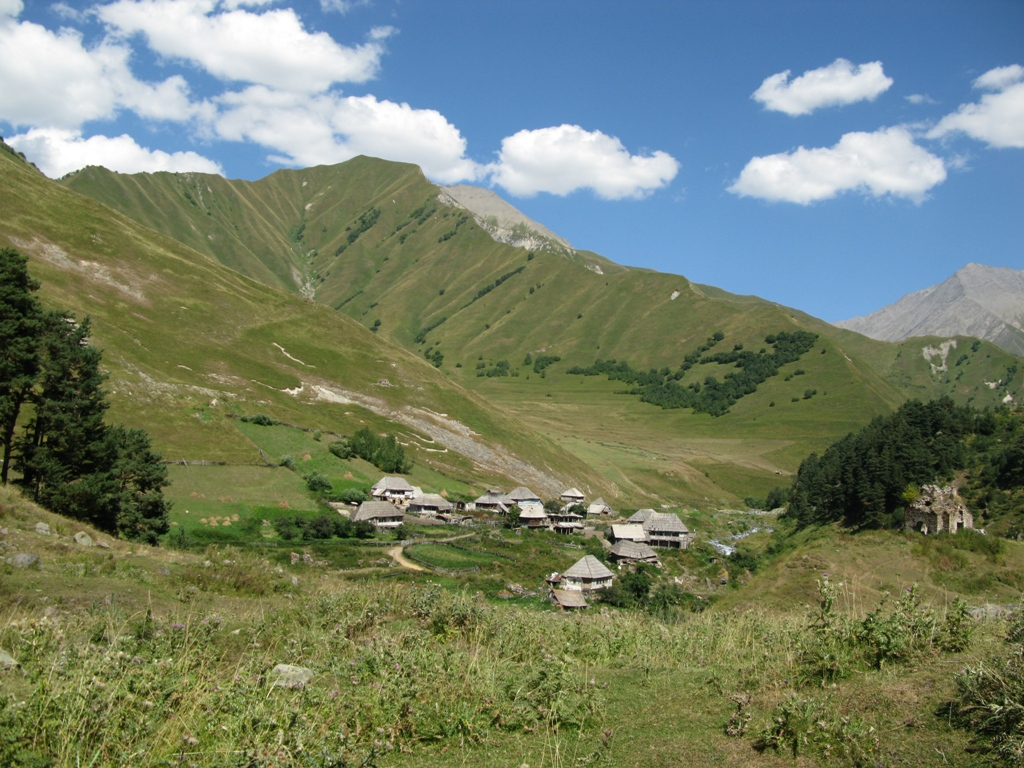
Edisa, au nord du quartier

## Géographie
Il est entouré d'une part au nord par la fédération de Russie (Ossétie du Nord) et d'autre part par des districts géorgiens, 
- à l'est ceux de Kazbegui et d'Akhalgori -sécessionniste et devenu district de Leningor-,
- au sud celui de Gori -dont la partie sécessionniste a constitué le district de Tskhinvali-,
- à l'ouest ceux de Satchkhere et d'Oni -dont les parties sécessionnistes ont rejoint le district de Dzau[2].

Djava compte sur son territoire le tunnel de Roki traversé par l’autoroute S10, situé à 2 000 mètres d'altitude et long de 3 730 mètres le tunnel a été construit en 1984 à des fins militaires par le pouvoir soviétique entre la RSFS de Russie et la RSS de Géorgie. 
Le 8 août 2008, lors de la guerre russo-géorgienne, il permet à l'armée russe (entre 5 000 et 10 000 hommes) d'envahir la Géorgie. 
À partir de 2012, il est aménagé par les autorités russes afin de permettre le passage de véhicules de gabarits plus importants.

## Histoire
Jusqu'en 1917, son territoire appartient au district de Gori.
De 1922 à 1990, il fait partie de la région autonome géorgienne d'Ossétie du Sud,  région dont l'autonomie est révoquée par le Soviet suprême de la RSS de Géorgie le 10 décembre 1990.
Après le conflit de janvier 1991 à juin 1992, il reste sous administration géorgienne. 
Après la guerre russo-géorgienne de 2008, il échappe à la souveraineté géorgienne et devient le 21 août 2008 le district de Dzau de la République d'Ossétie du Sud,
,.

## Démographie
Sa population était estimée à 10 000 habitants avant le conflit de 1991.